# Крюково (район Москвы)
Крю́ково — район Москвы в Зеленоградском административном округе и одноимённое внутригородское муниципальное образование. Площадь района составляет 1064,0 га. Территория включает восемь микрорайонов: № 14, 15, 16, 17, 18, 19, 20, 23, а также деревни Каменка, Рожки, Малино, Ново-Малино и Кутузово.

## История

### После присоединения
Образован 2 августа 1991 года как муниципальный округ Крюково. 5 июля 1995 года был преобразован в район Крюково.
В 2003 году было создано внутригородское муниципальное образование Крюково.

## Территориальное деление
- 14, 15, 16, 18, 19 (микрорайон Крюково) и 20 микрорайоны;
- деревни Кутузово, Ново-Малино, Рожки, часть посёлка Малино (южнее Октябрьской железной дороги);
- Полностью застроенный и заселенный 23 микрорайон («Зелёный бор»);
- коммунальная зона Александровка;
- промышленная зона Малино;
- Полностью застроены и частично заселены 17, 21 и 22 микрорайонов (в том числе «Развалины ЦИЭ»).

## Парки и скверы

#### Зона отдыха у Нижнего Каменского пруда
Благоустроенная зона возле Нижнего Каменского пруда, которая появилась в Крюково на месте заросшей и заброшенной территории. Первый этап обустройства зоны отдыха завершился в 2019 году. Здесь появился профессиональный скейт-парк с бетонным основанием и бетонными элементами. Возле него были оборудованы трибуны под крышей, защищающей зрителей от непогоды. Для детей установлены три яркие игровые площадки, рассчитанные на разный возраст. Кроме того, появилось несколько площадок для воркаута и велолодорожка. В парке установлены фонари, скамейки, шезлонги и топиарные фигуры из искусственной травы (карета с лошадьми, дама и кавалер), разбиты цветники, уложены дорожки. Вторая очередь работ по благоустройству Нижнего Каменского пруда была перенесена на 2021 год. Водоем почистят и сделают берег в нижней части, которая расположена за Хосписом «Зеленоград». Также планируют обустроить зону для пикников с контейнерами для мусора.

#### Бульвар в 20-м микрорайоне
Территория отдыха в центре 20-го микрорайона Зеленограда от корпуса 2045 до корпуса 2002. Находится вблизи 12-ти многоквартирных домов, двух образовательных учреждений и ледового дворца. Бульвар был обновлен в 2019 году в рамках программы «Мой район». Здесь проложили новые пешеходные дорожки, обустроили сеть велодорожек длиной полтора километра, установили 4 игровых комплекса с винтовой горкой и мини-скалодромом. Кроме того, на территории появилось 8 спортивных площадок: поле для мини-футбола и баскетбола, хоккейная коробка, столы для пинг-понга, воркаут-площадки и более 30-ти уличных тренажеров. Также оборудовали зоны тихого отдыха и площадку для выгула и тренировки собак . Вдоль всего бульвара установили светодиодные фонари, лавочки и урны, посадили деревья и кустарники .

#### Зона отдыха в 23-м микрорайоне «Зеленый бор»
Бульвар в 23-м микрорайоне Крюкова на территории ЖК «Зеленый бор» между корпусами 2308А - 2301Б. Впервые открылся в 2017 году. В 2019 году в ходе благоустройства на территории возле корпуса 2301 установили две детские игровые площадки — большую в виде замка с башнями и малую с горкой и песочницей. У корпуса 2302 появилась круглая площадка с горкой и «лазалкой». Игровой городок с песочницей и качелями установили у корпуса 2304. Между корпусами 2304 и 2306Б появился большой комплекс с двумя горками и другими игровыми приспособлениями. Более спортивного направления площадка с «лазалками» и качелями — у корпуса 2305А. Комплекс у корпуса 2308Б — это парковые диваны и рядом — песочница и качели для малышей. Спортплощадку с турниками и брусьями установили у корпуса 2306Б. На самом бульваре заменили садовые диваны, а также сделали кирпичный павильон для мусорных контейнеров и установили топиарную фигуру в виде сердца. Кроме того, здесь отремонтировали ограждения, выложили бетонную плитку на тротуарах и заменили бортовой камень, а также установили скамейки и урны.

#### Народный парк «Живые камни»
Народный парк в 14-м микрорайоне Крюкова между корпусами 1445-1448 был открыт в 2015 году. Парк имеет статус народного, а официальное  название получил после голосования на портале «Активный гражданин» . На территории находится множество парковых камней, привезенных из Приэльбрусья. В жаркие дни их специально поливали водой, чтобы на них выросла трава, отсюда и название — «Живые камни». Парк занимает площадь в 4 га. В 2017 году завершилось благоустройство парка. Здесь установили спортивную площадку для воркаута, 2 стола для настольного тенниса и шведскую стенку, провели озеленение территории, уложили асфальтовое покрытие и проложили велодорожки. Кроме того, на территории появилась велопарковка на 10 мест, 28 парковых диванов с деревянными спинками, а также игровые комплексы для детей.

#### Фестивальная площадка «Легенды Крыма»
Круглогодичная ярмарка и фестивальная площадка на бульварной зоне сквера в 16 микрорайоне Зеленограда. Расположена за храмовым комплексом и гостиницей «Рекорд». Открылась 13 декабря 2019 года . Площадка выполнена в стиле крымской архитектуры. В этой же тематике оформлены павильоны, ландшафтный парк, каток и малые архитектурные формы. На территории площадки также есть ландшафтный парк, в котором планируется воспроизвести гряду Крымских гор и высадить около 1500 растений, в том числе эндемики Крыма. В зимнее время здесь планируется разместить каток с теплыми раздевалками, а летом его место займет спортплощадка со скейтпарком. На бульваре также установлена карусель. Крымская тематика для зеленоградской фестивальной площадки была выбрана по результатам голосования на портале «Активный гражданин». Это первая в Москве площадка в подобном стиле .

## Население
| 2002    | 2010    | 2012     | 2013     | 2014     | 2015     | 2016     |
| ------- | ------- | -------- | -------- | -------- | -------- | -------- |
| 73 481  | ↗85 219 | ↗85 614  | ↗88 213  | ↗89 357  | ↗91 184  | ↗94 263  |
| 2017    | 2018    | 2019     | 2020     | 2021     | 2023     | 2024     |
| ↗95 645 | ↗97 746 | ↗100 098 | ↗103 046 | ↗104 185 | ↗108 426 | ↗110 660 |

### Национальный состав
По итогам переписи населения 2020 года проживали следующие национальности (национальности менее 0,1 % и другое, см. в сноске к строке «Другие»):
| Национальность | Численность, чел. | Доля     |
| -------------- | ----------------- | -------- |
| Русские        | 44 796            | 43,00 %  |
| Татары         | 287               | 0,28 %   |
| Украинцы       | 248               | 0,24 %   |
| Армяне         | 219               | 0,21 %   |
| Другие         | 58 635            | 56,27 %  |
| Итого          | 104 185           | 100,00 % |

## Транспорт
- Внутригородские автобусные маршруты:
  - Внутрирайонные: № 14, 16, 16к, 20, 22 и 28.
  - Межрайонные: в сторону Панфиловского проспекта — 1, 10, 15, 23 и 25 (все через Крюковскую эстакаду), в сторону Солнечной аллеи и Центрального проспекта — 19 (через Крюковскую эстакаду), 32 (через Старокрюковскую эстакаду и Крюковскую эстакаду) и 32к (через Старокрюковскую эстакаду).
- Пригородные — 400к и 400Т (в Москву), 403 (Мосгортранс), а также маршруты Мострансавто, следующие далее либо через Андреевку (в посёлок Голубое и город Солнечногорск), либо в Алабушево, либо по Георгиевскому или Кутузовскому шоссе до окрестных деревень.

## Культура и досуг
выставочный зал «Зеленоград»; школа искусств № 8; библиотека № 259; филиал художественной школы № 9; ДЮЦ «Каравелла»; Психолого-медико-социальный центр; клуб современного танца «Силуэт»; спортивно-досуговый клуб МУ «Фаворит»; МУ «М-Клуб»; Фонд молодежных инициатив; 171 предприятие торговли; ледовый дворец «Зеленоградский»

## Здравоохранение
- ГБУЗ "ГКБ им. М. П. Кончаловского ДЗМ", филиал "Поликлиническое отделение №2" (корпус 2042),
- ГБУЗ «ДГП № 105 ДЗМ» Филиал № 1 (корпус 1513, стр.1),
- ГБУЗ "ГКБ им. М. П. Кончаловского ДЗМ", филиал "Поликлиническое отделение №4" (корпус 1460),
- ГБУЗ «ДГП № 105 ДЗМ» Филиал № 4 (Панфиловский проспект 50).